# Вельке Б'єровце
Вельке Б'єровце (словац. Veľké Bierovce) — село, громада округу Тренчин, Тренчинський край. Кадастрова площа громади — 4.91 км². Протікає Турнянський потік.
Населення 713 осіб (станом на 31 грудня 2020 року).

## Історія
Вельке Б'єровце згадується 1332 року.

## Населення
| Рік:            | 1994. | 2004.   | 2014.    | 2024.   |
| --------------- | ----- | ------- | -------- | ------- |
| Кількість осіб: | 605   | 604     | 678      | 701     |
| Різниця:        |       | -0,16 % | +12,25 % | +3,39 % |

| Рік:            | 2023. | 2024.   |
| --------------- | ----- | ------- |
| Кількість осіб: | 697   | 701     |
| Різниця:        |       | +0,57 % |